# Villy-le-Moutier
Villy-le-Moutier är en kommun i departementet Côte-d'Or i regionen Bourgogne-Franche-Comté i östra Frankrike. Kommunen ligger i kantonen Nuits-Saint-Georges som tillhör arrondissementet Beaune. År 2022 hade Villy-le-Moutier 330 invånare.

## Befolkningsutveckling
Antalet invånare i kommunen Villy-le-Moutier
Referens:INSEE